# Sascha Korb
Sascha Korb (* 18. Juni 1993 in Offenbach am Main) ist ein deutscher Fußballspieler.

## Karriere
Sascha Korb, in Offenbach aufgewachsen, stammt aus der Jugend der Offenbacher Kickers, in die er bereits im Alter von drei Jahren eingetreten war. Er durchlief alle Jugendmannschaften bis zur U19. Parallel zu seiner Fußballkarriere schloss Korb eine Ausbildung zum Elektriker ab. Zur Saison 2012/13 wechselte er in die U23-Mannschaft in die Hessenliga. Dort spielte er in seiner ersten Saison bei den Herren 15 mal und erzielte ein Tor. Sein Debüt in der 3. Liga bei den Profis der Kickers feierte er im Spiel gegen Preußen Münster am Bieberer Berg. Am Ende der Saison kam er auf 6 Spiele in der 3. Liga. Nachdem die Kickers nach der Saison keine Lizenz für die 3. Liga bekommen haben, mussten sie in die Regionalliga Südwest absteigen. Korb blieb dem Verein treu. Zu Beginn der Saison 2013/14 hatte er mit einer Innenbanddehnung im Knie zu kämpfen, weshalb er große Teile der Vorbereitung, so wie fast die komplette Hinrunde verpasste. In der Saison 2014/15 wurde er mit Kickers Offenbach Meister der Regionalliga Südwest, man scheiterte jedoch in den Aufstiegsspielen zur 3. Liga am 1. FC Magdeburg.
Zur Saison 2016/17 wechselte Korb zum Liga-Konkurrenten KSV Hessen Kassel und blieb dort zwei Spielzeiten. Im Juli 2018 wechselte Korb zu Wormatia Worms. Nach nur einer Saison verließ Korb Wormatia Worms wieder und ging in die Regionalliga Bayern zum 1. FC Schweinfurt.
Am 20. Juni 2020 gab der Drittligaaufsteiger SC Verl die Verpflichtung von Korb bekannt. Somit spielt er ab der Saison 2020/21 wieder in der 3. Liga.
Im Sommer 2021 verpflichtete der Regionalligist VfR Aalen Korb, der einen Vertrag über zwei Jahre unterzeichnete. Bei den Aalenern stand Korb zunächst in den ersten neun Spielen der Saison 2021/22 jeweils in der Startaufstellung, fiel dann jedoch verletzungsbedingt bis zum Ende der Spielzeit aus. In der folgenden Saison 2022/23 wurde er bei den Schwaben erneut Stammspieler im defensiven Mittelfeld und bestritt 30 Spiele. Nachdem eine anvisierte Rückkehr zu seinem Heimatverein Kickers Offenbach während der Wintertransferperiode im Januar 2023 zunächst noch scheiterte, verpflichteten ihn die Kickers nach Ablauf seines Vertrages in Aalen zur neuen Saison 2023/24. Während der Vorbereitung auf die neue Saison zog sich Korb dort jedoch einen Kreuzbandriss zu und fiel fast die komplette Spielzeit aus; erst am letzten Spieltag im Mai 2024 gehörte er erstmals dem Mannschaftskader an, blieb jedoch ohne Einsatz. Sein Comeback feierte er am 8. Spieltag der Folgesaison gegen die Stuttgarter Kickers, in den folgenden Monaten folgten einige Kurzeinsätze, ehe er sich zum Ende der Saison auf seiner Position durchsetzte und viele Einsatzminuten sammelte. Dies sorgte in Folge allerdings nicht für eine Vertragsverlängerung, sodass es bei 15 Regionalliga-Einsätzen während seines zweiten Aufenthalts in Offennach bleibt.
In der folgenden Sommerpause trainierte Korb beim Regionalliga West Aufsteiger Sportfreunde Siegen mit, zu einer Vertragsunterschrift kam es schlussendlich aber nicht.